# 帕東尼亞鎮區 (堪薩斯州布朗縣)
帕東尼亞鎮區（英語：Padonia Township）是位於美國堪薩斯州布朗縣的一個行政鎮區。

## 地方資料
帕東尼亞鎮區的面積為107.11平方千米，當中陸地面積為106.96平方千米，而水域面積為0.15平方千米。根據2010年美國人口普查的數據，當地共有人口259人，而人口密度為每平方千米2.42人。

## 外部連結
- US-Counties.com
- City-Data.com （页面存档备份，存于）